# ヴァレリー・チビネエフ
ヴァレリー・ヴィクトロヴィチ・チビネエフ（ウクライナ語: Валерій Вікторович Чибінєєв、1988年3月3日 - 2022年3月3日）は、ウクライナの軍人。最終階級は少佐でウクライナ空中機動軍第79独立空中強襲旅団に属する狙撃中隊長だった。2022年2月にロシアのウクライナ侵攻のホストメリの戦いにおいて戦死した。

## 経歴
1988年3月3日にベルジャーンシクで生まれる 。両親は幼い頃に亡くなり、孤児院で育った。孤児院の院長の息子が空挺部隊員で彼の影響を受けて空挺部隊に憧れを持った。ザポリージャ地区軍事中等学校を経てオデッサ軍事大学に入学。
2010年に第79独立空中機動旅団の少尉に任官。
2014年にチビネエフの率いる部隊はチェルボニー・リマンで敵の砲火に晒されて部隊員数名負傷した。また地雷を踏んだ戦車の中に搭乗していた兵士3名の救助にあたった。捕虜になるのを避けるために親ロシア派武装勢力の部隊であると敵に誤認させて難を逃れた。
2015年1月には第二次ドネツク空港の戦いに参加した。
2016年に第79独立空中強襲旅団の狙撃中隊長に就任。同年7月、アウディーイウカ近くの戦闘任務中に同部隊を率い、敵の機関銃、グレネードランチャー、狙撃兵など12個のターゲットすべて破壊することに成功した。
作戦中に榴弾の破片で肩を負傷するが、その後も部隊を率い続けた 。彼の勇敢な行動に対してウクライナ独立記念日にクレシュチャティク通りでのパレードにおいてペトロ・ポロシェンコ大統領からウクライナ英雄金星勲章を授与された。その後少佐に昇進。
ウクライナ侵攻において、チビネエフは、部隊を率いて侵攻してきたロシア軍と戦ったが、34歳の誕生日だった2022年3月3日にホストメリで戦死した（生没同日）。

## 人物
2016年12月にチビネエフはキーウ・ポストからウクライナの「30歳未満のトップ30」の若きリーダーの1人に選ばれた。その後のインタビューで、彼はスナイパー学校を設立したいという夢を語っていた。彼の兄弟のロマン・チビネエフも第79独立空中強襲旅団に属する小隊の指揮官であり、2019年に死亡している。